# Martín López (militar)
General Martín López fue un militar mexicano que participó en la Revolución mexicana. Nació en Lajas, Chihuahua. En noviembre de 1910 se incorporó al movimiento maderista en su estado natal y participó en el combate de Las Escobas, el 28 de noviembre de 1910. Formó parte de la escolta de Dorados del general Francisco Villa. Durante las luchas contra Porfirio Díaz, Pascual Orozco, Victoriano Huerta, Venustiano Carranza y John J. Pershing resultó herido 23 veces. Alcanzó el grado de general. El 9 de agosto de 1919 tuvo a su cargo el asalto a la plaza de Durango, acción donde fue derrotado al llegar refuerzos carrancistas procedentes de Torreón; al ordenar la retirada fue herido por las fuerzas de caballería del general Ireneo Villarreal en la Estación La Labor y murió a los cuatro días en Las Cruces, Durango. 